# La Mort des enfants d'Hérode
La Mort des enfants d'Hérode ou la Suite de la Mariane est une tragédie en cinq actes et en vers de Gautier de Costes de La Calprenède, représentée en 1639. La pièce, qui compte 1 662 alexandrins, se présente comme une suite de La Mariane de Tristan L'Hermite créée en 1636 au théâtre du Marais.

## Personnages
- Hérode, roi de Judée
- Alexandre, fils d'Hérode et de Mariane
- Aristobule, fils d'Hérode et de Mariane
- Phérore, frère d'Hérode
- Antipatre, fils naturel d'Hérode
- Glaphira, princesse de Cappadoce, femme d'Alexandre
- Salomé, sœur d'Hérode
- Rachelle, damoiselle de Glaphira
- Diophante, secrétaire d'Hérode
- Mélas, ambassadeur du roi de Cappadoce

La scène est à Jérusalem.

## Postérité
Dès 1639, trois ans après ses premières représentations, La Mariane a « l'honneur peu fréquent de recevoir une suite, sous la forme d'une pièce d'un contemporain dont le titre même lui était un hommage, La Mort des enfants d'Hérode ou la Suite de la Mariane de La Calprenède », et « trois ou quatre autres pièces de cette période portent la trace d'imitations très précises du chef-d'œuvre que l'on venait d'applaudir ».